# Ambassade des États-Unis aux Pays-Bas
L'ambassade des États-Unis aux Pays-Bas est la représentation diplomatique des États-Unis auprès des Pays-Bas. Elle est située à Wassenaar, près de La Haye.

## Histoire
En 1782, John Adams est le premier ministre plénipotentiaire des Pays-Bas. D'après le département d'État, les Pays-Bas reconnaissent les États-Unis comme une nation indépendante la même année.
Plusieurs importants hommes politiques américains occupent ce poste, à l'image de John Quincy Adams, Hugh Boyle Ewing ou encore Paul Bremer.
Le 18 juillet 2013, le président Barack Obama nomme Tim Broas au poste d'ambassadeur des États-Unis aux Pays-Bas, pour succéder à Fay Hartog-Levin, qui se retire en septembre 2011. Broas est un avocat et philanthrope, important contributeur aux campagnes électorales du président Obama. Il est toutefois arrêté pour conduite en état d'ivresse en juin 2012. Il plaide coupable et est placé en période probatoire. Il prend finalement ses fonctions en mars 2014.

## Bâtiment

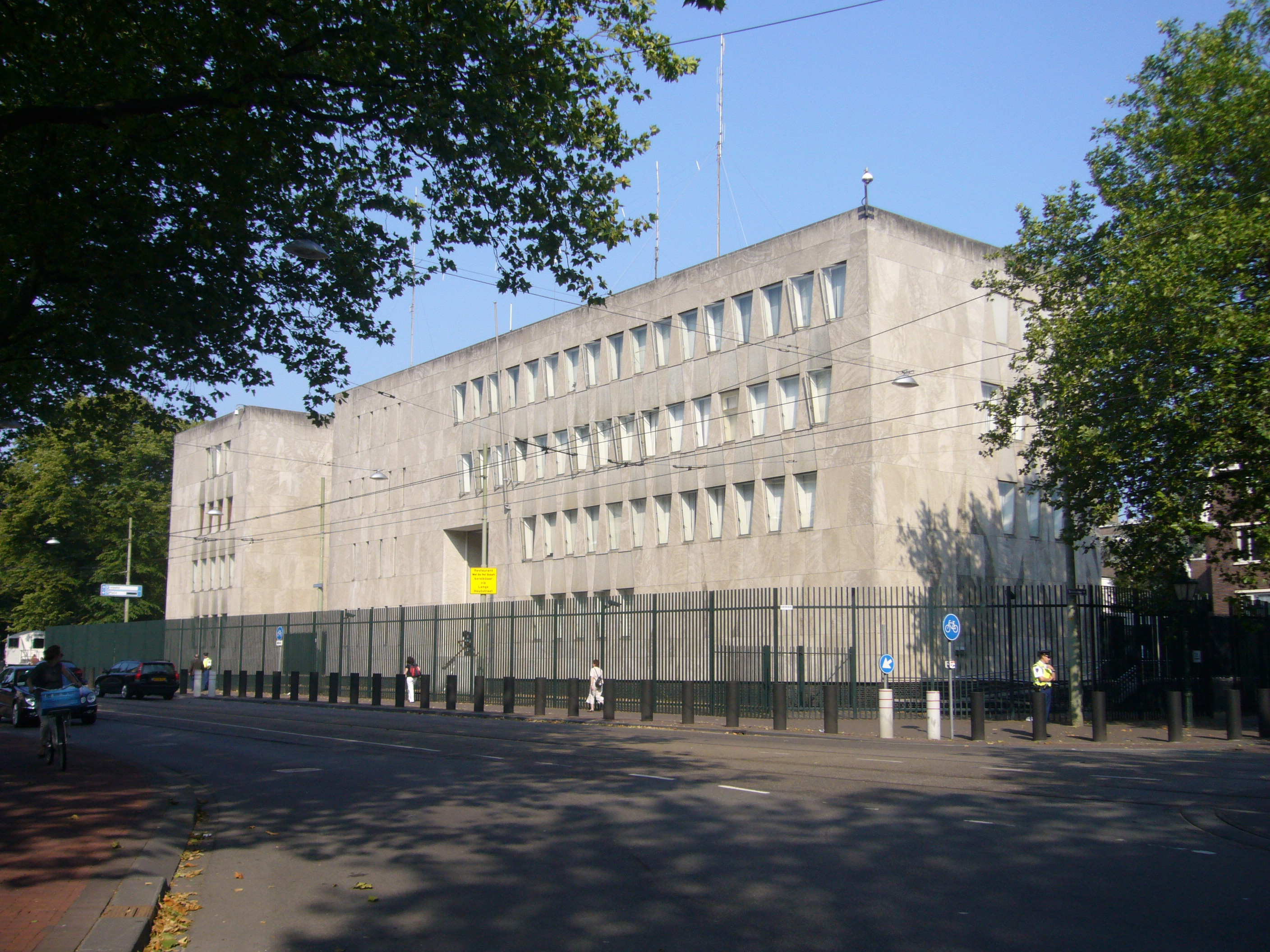
L'ancien bâtiment de l'ambassade à La Haye.

L'ancien bâtiment de l'ambassade situé sur le Lange Voorhout à La Haye, est ouvert le 4 juillet 1959. Il est conçu par l'architecte Marcel Breuer.
Depuis 2018, l'ambassade est installée dans un nouvel édifice construit sur la commune voisine de Wassenaar.
Il existe également un consulat général à Amsterdam, situé sur la Museumplein, ainsi qu'un consulat général à Curaçao (Caraïbes), qui a pour secteur à charge les territoires néerlandais d'outre-mer.

## Liste des ambassadeurs
| no | Nom                               | Type    | Début du mandat   | Fin d'exercice     |
| -- | --------------------------------- | ------- | ----------------- | ------------------ |
| 1  | John Adams                        | MP      | 19 avril 1782     | 30 mars 1788       |
| 2  | William Livingston                | MP      | [ 7 ]             | [ 7 ]              |
| 3  | John Rutledge                     | MP      | [ 7 ]             | [ 7 ]              |
| 4  | William Short                     | MP      | 18 juin 1792      | 19 décembre 1792   |
| 5  | John Quincy Adams                 | MP      | 6 novembre 1794   | 20 juin 1797       |
| 6  | William Vans Murray               | MP      | 20 juin 1797      | 2 septembre 1801   |
| 7  | William Eustis                    | EE/MP   | 20 juillet 1815   | 5 mai 1818         |
| 8  | Alexander Hill Everett            | Chd'Aff | 4 janvier 1819    | 7 avril 1824       |
| 9  | Christopher Hughes                | Chd'Aff | 10 juillet 1826   | 28 janvier 1830    |
| 10 | William Pitt Preble               | EE/MP   | 28 janvier 1830   | 2 mai 1831         |
| 11 | Auguste Davezac                   | Chd'Aff | 30 décembre 1831  | 13 juillet 1839    |
| 12 | Harmanus Bleecker                 | Chd'Aff | 13 juillet 1839   | 22 août 1842       |
| 13 | Christopher Hughes                | Chd'Aff | 22 août 1842      | 28 juin 1845       |
| 14 | Auguste Davezac                   | Chd'Aff | 28 juin 1845      | 16 septembre 1850  |
| 15 | George Folsom                     | Chd'Aff | 16 septembre 1850 | 11 octobre 1853    |
| 16 | August Belmont, Sr.               | Chd'Aff | 11 octobre 1853   | 26 septembre 1854  |
| 16 | August Belmont, Sr.               | MR      | 26 septembre 1854 | 22 septembre 1857  |
| 17 | Henry C. Murphy                   | MR      | 24 septembre 1857 | 8 juin 1861        |
| 18 | James Shepherd Pike               | MR      | 8 juin 1861       | 29 mai 1866        |
| 19 | Daniel Sickles                    | MR      | [ 7 ]             | [ 7 ]              |
| 20 | John Adams Dix                    | MR      | [ 7 ]             | [ 7 ]              |
| 21 | Albert Rhodes                     | Chd'Aff | 19 octobre 1866   | 1er décembre 1866  |
| 22 | Hugh Boyle Ewing                  | MR      | 1er décembre 1866 | 31 octobre 1870    |
| 23 | Joseph Pomeroy Root               | MR      | [ 10 ]            | [ 10 ]             |
| 24 | Charles T. Gorham                 | MR      | 15 décembre 1870  | 9 juillet 1875     |
| 25 | Francis B. Stockbridge            | MR      | [ 11 ]            | [ 11 ]             |
| 26 | James M. Birney                   | MR      | 9 mars 1876       | 20 avril 1882      |
| 27 | William Lewis Dayton              | MR      | 26 septembre 1882 | 8 juin 1885        |
| 28 | Isaac Bell, Jr.                   | MR      | 8 juin 1885       | 29 avril 1888      |
| 29 | Robert B. Roosevelt               | MR      | 10 août 1888      | 26 septembre 1888  |
| 29 | Robert B. Roosevelt               | EE/MP   | 26 septembre 1888 | 17 mai 1889        |
| 30 | Samuel R. Thayer                  | EE/MP   | 24 mai 1889       | 7 août 1893        |
| 31 | William E. Quinby                 | EE/MP   | 11 août 1893      | 26 juillet 1897    |
| 32 | Stanford Newel                    | EE/MP   | 19 août 1897      | 30 juin 1905       |
| 33 | David Jayne Hill                  | EE/MP   | 15 juillet 1905   | 1er juin 1908      |
| 34 | Arthur M. Beaupre                 | EE/MP   | 15 juin 1908      | 25 septembre 1911  |
| 35 | Lloyd Bryce                       | EE/MP   | 16 novembre 1911  | 10 septembre 1913  |
| 36 | Henry van Dyke                    | EE/MP   | 15 octobre 1913   | 11 janvier 1917    |
| 37 | John W. Garrett                   | EE/MP   | 11 octobre 1917   | 18 juin 1919       |
| 38 | William Phillips                  | EE/MP   | 23 avril 1920     | 11 avril 1922      |
| 39 | Richard M. Tobin                  | EE/MP   | 1er mai 1923      | 29 août 1929       |
| 40 | Gerrit J. Diekema                 | EE/MP   | 20 novembre 1929  | 20 décembre 1930   |
| 41 | Laurits S. Swenson                | EE/MP   | 29 avril 1931     | 5 mars 1934        |
| 42 | Grenville T. Emmet                | EE/MP   | 21 mars 1934      | 21 août 1937       |
| 43 | George A. Gordon                  | EE/MP   | 10 septembre 1937 | 16 juillet 1940    |
| 29 | Anthony Joseph Drexel Biddle, Jr. | EE/MP   | 27 mars 1941      | 8 mai 1942         |
| 29 | Anthony Joseph Drexel Biddle, Jr. | AE/P    | 8 mai 1942        | 1er décembre 1943  |
| 45 | Stanley Hornbeck                  | AE/P    | 8 décembre 1944   | 7 mars 1947        |
| 46 | Herman B. Baruch                  | AE/P    | 12 avril 1947     | 26 août 1949       |
| 47 | Selden Chapin                     | AE/P    | 27 octobre 1949   | 30 octobre 1953    |
| 48 | H. Freeman Matthews               | AE/P    | 5 novembre 1953   | 11 juin 1957       |
| 49 | Philip Young                      | AE/P    | 27 juin 1957      | 20 décembre 1960   |
| 50 | John S. Rice                      | AE/P    | 6 mai 1961        | 27 mai 1964        |
| 51 | William R. Tyler                  | AE/P    | 23 juin 1965      | 20 juin 1969       |
| 52 | John William Middendorf II        | AE/P    | 9 juillet 1969    | 10 juin 1973       |
| 53 | Kingdon Gould, Jr.                | AE/P    | 18 octobre 1973   | 30 septembre 1976  |
| 54 | Robert J. McCloskey               | AE/P    | 22 octobre 1976   | 10 mars 1978       |
| 55 | Geri M. Joseph                    | AE/P    | 6 septembre 1978  | 17 juin 1981       |
| 56 | William J. Dyess                  | AE/P    | 2 septembre 1982  | 19 juillet 1983    |
| 57 | Paul Bremer                       | AE/P    | 31 août 1983      | 25 août 1986       |
| 58 | John S.R. Shad                    | AE/P    | 24 juin 1987      | 23 février 1989    |
| 59 | C. Howard Wilkins, Jr.            | AE/P    | 13 juillet 1989   | 11 juillet 1992    |
| 60 | K. Terry Dornbush                 | AE/P    | 16 mars 1994      | 28 juillet 1998    |
| 61 | Cynthia P. Schneider              | AE/P    | 2 septembre 1998  | 17 juin 2001       |
| 62 | Clifford Sobel                    | AE/P    | 6 décembre 2001   | 24 août 2005       |
| 63 | Roland Arnall                     | AE/P    | 8 mars 2006       | 7 mars 2008        |
| 64 | James Culbertson                  | AE/P    | 10 juillet 2008   | 20 janvier 2009    |
| 65 | Fay Hartog-Levin                  | AE/P    | 19 août 2009      | 1er septembre 2011 |
| 66 | Tim Broas                         | AE/P    | 19 mars 2014      | 12 fevrier 2016    |
|    | Adam Sterling                     | Chd'Aff | 12 fevrier 2016   | 29 juillet 2016    |
|    | Shawn Crowley                     | Chd'Aff | 29 juillet 2016   | 10 janvier 2018    |
| 67 | Peter Hoekstra                    | AE/P    | 10 janvier 2018   | 17 janvier 2021    |
|    | Marja Verloop                     | Chd'Aff | 17 janvier 2021   | 18 octobre 2022    |
| 68 | Shefali Razdan Duggal (en)        | AE/P    | 19 octobre 2022   | 20 janvier 2025    |